# Karl Sederholm
Karl Sederholm, född 6 juni 1789 i Tusby socken, Nylands län, död 27 juni 1867 i guvernementet Tula, var en finländsk filosofisk och teologisk skriftställare. Han var sonson till Johan Sederholm och farbror till Carl Robert Sederholm.
Sederholm blev student vid Kungliga Akademien i Åbo 1807, blev där en varm anhängare, av Gabriel Israel Hartmans filosofiska system, men avbröt snart sina studier och övertog förvaltningen av faderns egendom. Han vantrivdes dock och flyttade 1810 till Viborg. 
Därefter genomgick Sederholm skiftande öden. Han prästvigdes i Viborg och blev pastor vid en tysk koloni i guvernementet Taurien. År 1817 kallades han till Charkovs evangeliska församling, men avsattes 1820, då han låtit trycka ett misshagligt förslag till förbättringar i Martin Luthers lilla katekes. Han levde därefter i tryckta omständigheter i Moskva, tills han 1839 utnämndes till divisionspredikant för lutheranerna vid 6:e armékåren. 
År 1850 blev Sederholm plötsligt ånyo avsatt genom en ministeriell skrivelse, under förebärande att han i sina predikningar begagnat otillbörliga uttryck, i själva verket emedan han i sin egenskap av evangelisk präst uppträtt emot det grekisk-ortodoxa prästerskapets proselytmakeri. 
Sederholm författade ett stort antal filosofiska skrifter, bland vilka de förnämsta är Die Weltansicht, Die ewigen Thatsachen (1845) och Der geistige Kosmos, eine Weltanschauung der Versöhnung (1859). Han försökte i dessa skrifter likasom i en år 1825 till universitetet i Königsberg insänd latinsk avhandling, De philosophia cum religione christiana connectenda, genom vilken han förvärvade sig doktorsgraden, grundlägga en världsåskådning, inför vilken ingen motsats finns mellan den uppenbarade religionen och filosofin. 
Därjämte författade Sederholm ett antal religiösa skrifter, avsedda dels för religionsundervisningen, dels för religiös uppbyggelse: Evangelisches Erbauungsbuch (1835) och Leitfaden der evangelischen Glaubens- und Sittenlehre (1865). Han utgav även bland annat läroböcker på ryska.